# The Blitz (album)
The Blitz è l'ottavo album in studio della heavy metal band, Krokus, uscito il 22 agosto 1984 per l'Etichetta discografica Arista Records.
La terza traccia Boys Nite Out, è stata realizzata con la collaborazione di Bryan Adams e il suo collaboratore Jim Vallance. Inoltre Jimi Jamison, ai tempi appena diventato vocalist dei Survivor, partecipò come corista.
L'album venne registrato da Bob Rock e Mike Frazer produttori di artisti come Bon Jovi, Van Halen, Kiss, Metallica, Aerosmith e AC/DC.

## Il disco
Ecco l'album della svolta americana intuibile fino dalle foto del retro copertina nelle quali i nostri sfoggiano un look tipico dei gruppi del Nuovo Continente, e nel quale viene raffigurata una donna. Copertine simili saranno infatti un cliché di molte altre pop metal band, e vedeva tra gli iniziatori di questa "usanza" i Ratt. In questo full-length, l'heavy metal roccioso degli album precedenti viene ammorbidito a favore di un più leggero hard & heavy sporcato da accenni di AOR. Non mancano partecipazioni illustri, non a caso tutti esponenti della scena AOR, come Jimi Jamison, ex cantante dei Survivor, che partecipò come corista, e Bryan Adams, che contribuì alla composizione del brano "Boys Nite Out". Brani quali Out to Lunch o Boys Nite Out sono buoni pezzi, mentre risultano leggermente superiori i due singoli Midnite Maniac e Ballroom Blitz, cover dei Sweet e tutto sommato ben eseguita. Per ritrovare i veri Krokus bisogna però affidarsi all'irruente Hot Stuff, alla veloce Out of Control ed alla melodica e conturbante Our Love (Will Never Die). Davvero troppo poco per un album che al posto di bissare il successo di Headhunter finisce per deludere di gran lunga ogni aspettativa portando il pubblico europeo a voltare letteralmente le spalle alla band di Marc Storace, al contrario dei fans statunitensi che accolsero l'album calorosamente, perché più indirizzato sulle linee musicali dell'heavy metal a stelle e strisce. Infatti guadagnarono il disco d'oro, questa volta solo negli States. Steve Pace, dopo aver suonato solo nell'album precedente, abbandona la batteria rimpiazzato da Jeff Klaven.

## Tracce
1. Midnite Maniac (Storace, VonArb) - 4:04
2. Out of Control (Storace, VonArb) - 4:15
3. Boys Nite Out (Adams, Storace, Vallance, VonArb) - 3:38
4. Our Love (Storace, VonArb) - 4:41
5. Out to Lunch (Storace, VonArb) - 4:28
6. Ballroom Blitz (Chapman, Chinn) - 4:02 (Sweet cover)
7. Rock the Nation (Storace, VonArb) - 4:47
8. Hot Stuff (Storace, VonArb) - 4:30
9. Ready to Rock (Storace, VonArb) - 4:33

## Singoli
- Ballroom Blitz (b-side: Ready to Rock, Out of Control)
- Midnite Maniac (b-side: Ready to Rock)

## Formazione
- Marc Storace – voce
- Fernando von Arb – chitarra solista
- Mark Kohler – chitarra ritmica
- Andy Tanas – basso
- Jeff Klaven – batteria
- Doug Johnson – tastiere

(Il bassista Tommy Keiser entrerà nella band durante il "The Blitz Tour", mentre Kohler passerà alla chitarra.)

### Partecipazioni
- Jimi Jamison – cori